# Szlovákia vasúti közlekedése
1993-ban Csehszlovákia szétesésével jött létre Szlovákia, annak keleti részén. A viszonylag keskeny, de Magyarországhoz hasonlóan hosszú ország közlekedési viszonyait alapjaiban határozza meg, hogy két legnagyobb városa (Pozsony és Kassa) az ország két szélén található. A távolsági közlekedést emiatt két és fél kelet–nyugati irányú fővasútvonal határozza meg. Az ország vasúthálózatának hossza 3622 km, melyből 3509 km normál nyomtávú, ebből 670 km 25 kV 50 Hz váltakozó árammal, 758 km 3000 V egyenárammal villamosított. Továbbá rendelkezik még 50 km keskeny nyomtávú vonallal is. Szlovákiában közlekedik a híres Tátrai villamosvasút is.

## A szlovák vasúti liberalizáció
Az állami Železnice Slovenskej republiky vállalatot a 2002. január 1-jétől osztották több részre. A pályavasút mellett a kereskedő vasút a szokásosnak tekinthető személyszállítás, árufuvarozás és gépészet tagolódású.
Az árufuvarozási céget privatizációra készítik elő. Ennek egyik lépése a gépészeti üzletág feldarabolása lesz. A mozdonyok 60%-át a teherszállítás, 40%-át a személyszállítás kapja. A személyszállítás alacsonyabb részaránya a csehszlovák örökségnek tekinthető nagy arányú motorvonatos közlekedésre vezethető vissza.
Jelenleg az országban 18 vasútüzemeltető társaság található, túlnyomó részük a teherszállításban érdekelt. Közülük csak kilenc független a korábbi államvasúttól, és mindössze csak három kínál szolgáltatást állami pályán is. Két cég a teherszállításban érdekelt: a kassai vasmű vasútüzeme és az osztrák LTE Logistik itteni leányvállalata, míg egy cég személyszállítást (is) végez. Ez utóbbi a Bratislavská Regionálna Kolajová Spolocnost, mely Pozsony környékén végzi tevékenységét azután, hogy az államvasút több vonalán is kénytelen volt felfüggeszteni a személyszállítást. A hirtelen beugrás miatt a járművek egy részét az osztrák államvasúttól bérelte a cég, de már van saját motorkocsija is. 2004-től kezdve már a teherszállítási piacon is próbálkozik, a cseh és a magyar határ között továbbít tehervonatokat.

## Személyszállítás
Noha a vasúthálózat mérete az utóbbi években nem változott, az ország gazdasági nehézségei jó pár mellékvonalon a személyszállítás felfüggesztéséhez vezettek. Az előkészítetlen leállás több helyütt gondot okozott, mert a szintén tőkeszegény, és öreg járatokkal üzemelő autóbusztársaságok nem tudták azonnal pótolni a vonatok kiesését. Egyes vonalakon újraindult később a személyszállítás.
Az egyébként nem csekély forgalmú mellékvonalak kiesése, a jegyárak emelése együttesen a személyszállítás drasztikus visszaeséséhez vezetett. A 2003-ban 13,7%-os drámai csökkenéssel 51,3 millió lett az utasok száma, de már 2002-ben is 6,5%-os csökkenéssel zárt.
Az utaskilométer teljesítmény pontosan követi az utasszám csökkenés mértékét. Ebből tudható, hogy az 1994-es 4,5 milliárd utaskilométer teljesítmény 2003-ra a felére, 2,3 milliárdra esett vissza. Az 1996 és 1999 között 3 milliárdon beállt szintet a gazdasági megszorítások döntötték romba.
Általános tendencia a térségben, hogy a vasúti részarány fenntartására nincs pénze a kormányoknak. E tekintetben az Európai Unióhoz (EU) való csatlakozás kapcsán kiábrándultság tapasztalható, pedig az EU-15-ök problémái mások, mint az újonnan csatlakozottaké. Brüsszelben vélhetően sejtik, hogy a személygépkocsik terjedése törvényszerű folyamat, és a vasúti részarány „mindenképpen” 6-8%-ra fog csökkenni, akár dotálják a vasutakat, akár nem.

### Hely- és pótjegy váltása
Az igen kis számú IC-járat helyjegyköteles, amely pótjegyet is tartalmaz. A gyorsvonatok döntő többségére helyjegy váltható.

## Teherfuvarozás

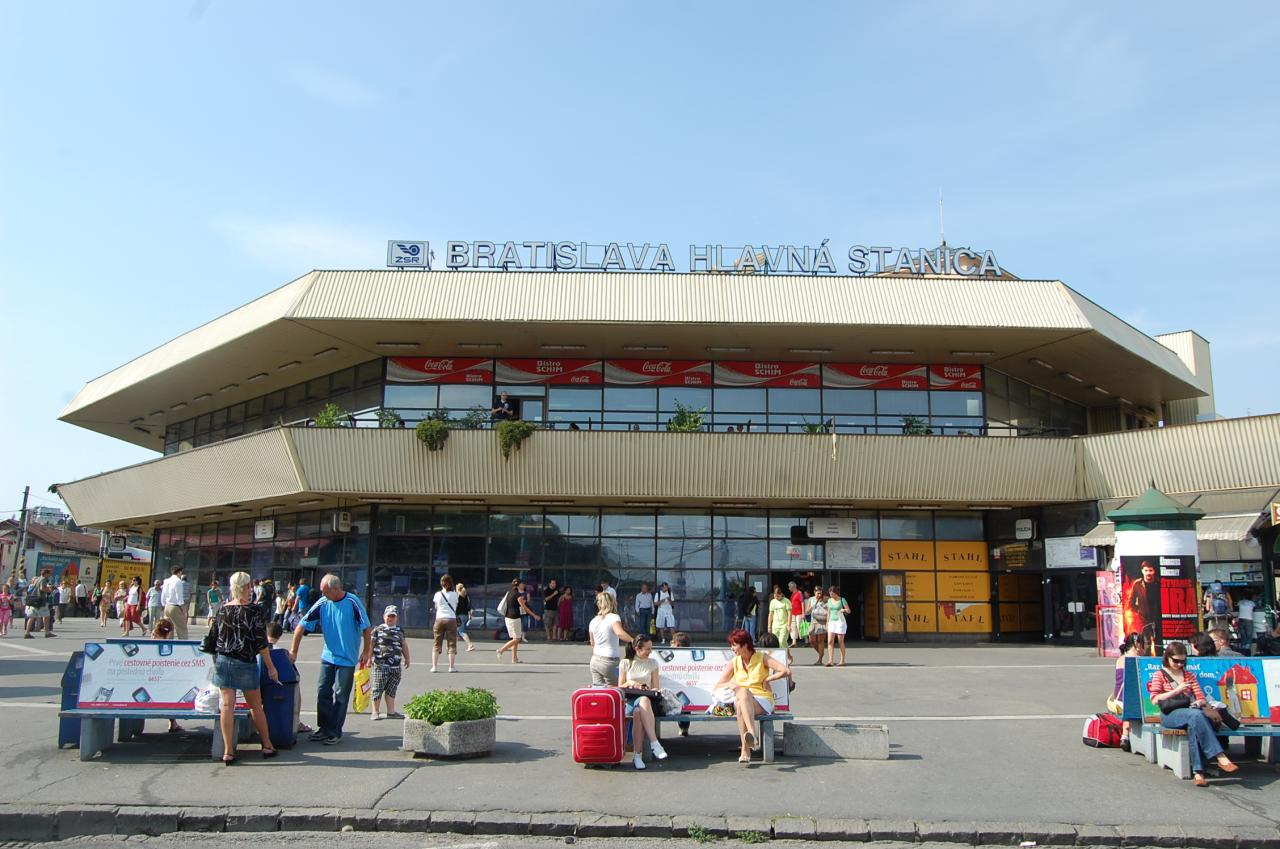
A pozsonyi főpályaudvar

Az árufuvarozás területén más a helyzet. A privatizációra szánt cég esetében nem következett be a személyszállításhoz hasonló drámai visszaesés. Noha 1994-hez képest az árutonna-kilométer teljesítmény 30%-kal visszaesett, a 2003-ban szállított 50,5 millió tonna árumennyiség még kis mértékben javult is 2002-höz képest. Különösen biztató, hogy a szállítási volumen csökkenése már 1999-ben megállt, sőt ahhoz a mélyponthoz képest nőtt is a teljesítmény. A közúti infrastruktúra alacsony kiépítettsége a vasút részarányának kiugróan magas, 56,7%-os részarányához vezetett. E szint fenntartása hosszú távon hatalmas bravúr volna.
A szlovák teherforgalom nagyobb részt az orosz és ukrán piac felé irányuló nemzetközi forgalomból és a kassai vasmű kiszolgálásából él. E két hatás együttesen okozza, hogy a cég teljesítményében 80% feletti részarányt képvisel a nemzetközi forgalom. Ez jónak mondható, mert keleti irányba a vasút pozíciói még mindig erősek, és jó pár évig még azok is lesznek. Így nem illúzió, hogy a szlovák árufuvarozás privatizálásra bejelentkezhet az előre kiszemelt Rail Cargo Austria, vagy a német Railion.

## Vasúti kapcsolata más országokkal
Ausztria – van, azonos nyomtáv, eltérő áramrendszer  3 kV DC / 15 kV 16,7 Hz AC

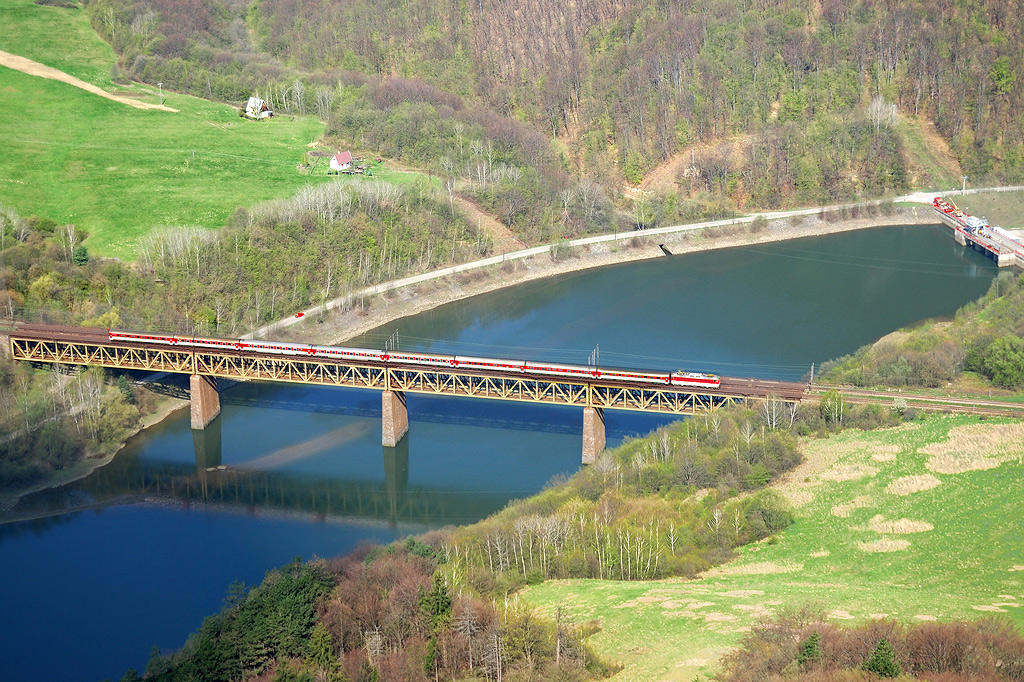
Az óruzsini viadukt

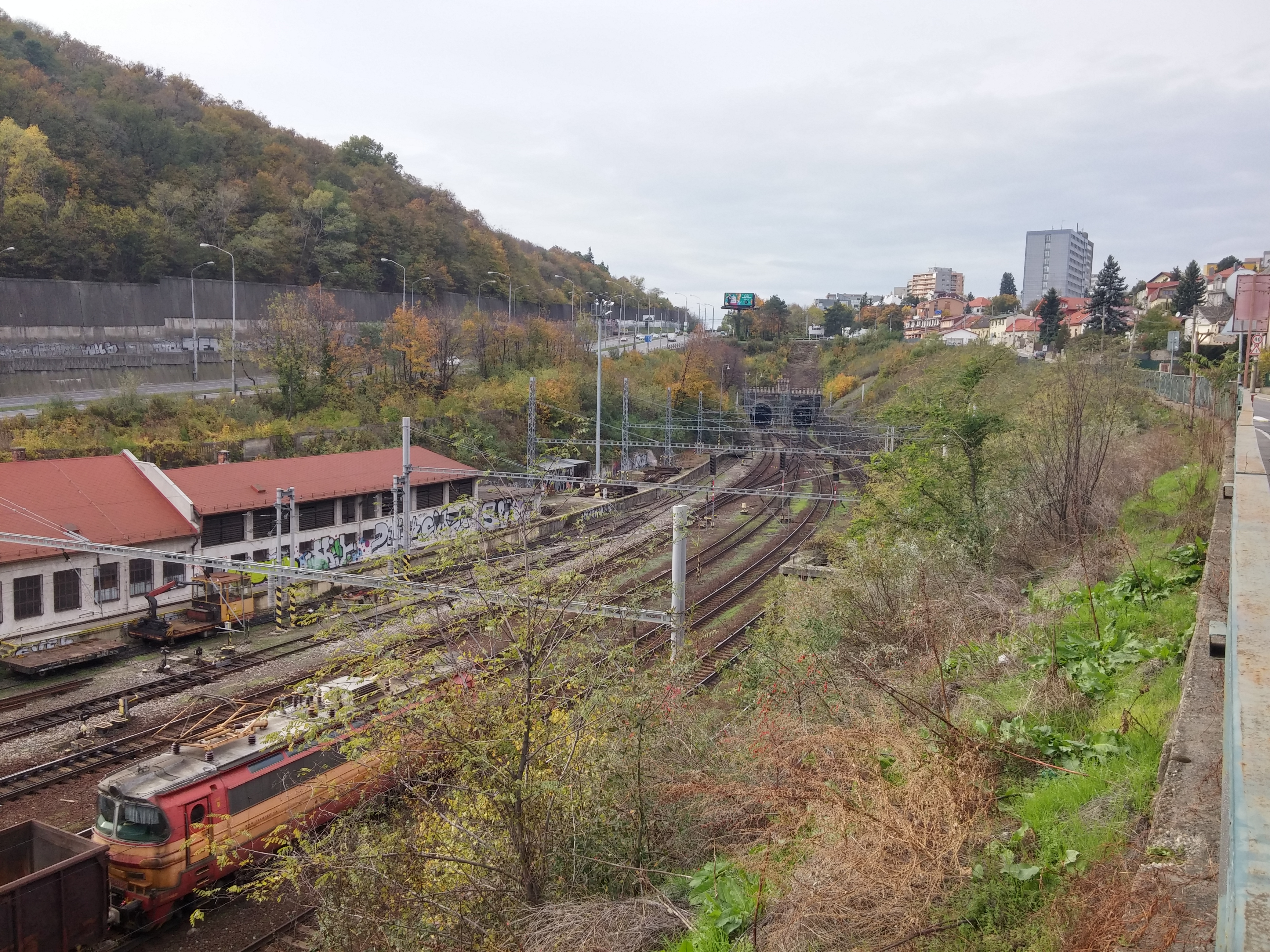
A lamacsi alagút bejárata

- 101-es vonal: Pozsonyligetfalu (Petržalka) → Köpcsény (Kittsee) [ egyvágányú, villamosított ]
- 100-as vonal: Dévényújfalu (Devínska Nová Ves) – Marchegg [ egyvágányú ]

 Csehország – van, azonos nyomtáv, helyenként azonos vagy eltérő áramrendszer 25 kV 50 Hz AC vagy 3 kV DC
- 110-es vonal: Gázlós (Brodské) → Lanžhot [ kétvágányú, villamosított ]
- Holics (Holíč) → Hodonín [ egyvágányú, villamosított ]
- 114-es vonal: Szakolca (Skalica) → Sudoměřice [ egyvágányú ]
- 121-es vonal: Verbóc (Vrbovce) → Veľká nad Veličkou [ egyvágányú ]
- 123-as vonal: Felsőszernye (Horné Srnie) → Vlára-szoros (Vlárský průsmyk) [ egyvágányú ]
- 125-ös vonal: Strelenka → Horní Lideč [ kétvágányú, villamosított ]
- 127-es vonal: Fenyvesszoros (Svrčinovec) → Mosty u Jablunkova [ kétvágányú, villamosított ]

 Lengyelország – van, azonos nyomtáv, azonos áramrendszer
- 129-es vonal: Sziklaszoros (Skalité) → Zwardoń [ egyvágányú, villamosított ]
- 188-as vonal: Palocsa (Plaveč) → Muszyna [ egyvágányú, villamosított ]
- 191-es vonal: Mezőlaborc (Medzilaborce-mesto) → Lupków [ egyvágányú ]

 Ukrajna – van, eltérő nyomtáv, azonos áramrendszer
- Nagykapos (Veľké Kapušany) → Palló (Палло) [ széles nyomtávú teherszállításra használt vonal Kassáig, egyvágányú, villamosított ]
- 190-es vonal: Tiszacsernyő (Čierna nad Tisou) → Csap (Чоп) [ kétvágányú, villamosított ]

 Magyarország – van, azonos nyomtáv, eltérő áramrendszer 25 kV 50 Hz AC
- Újhely (Slovenské Nové Mesto) → Sátoraljaújhely (csak teherforgalom)
- 169-es vonal: Kenyhec (Kechnec) → Hidasnémeti [ egyvágányú, villamosított ]
- Torna (Turňa nad Bodvou) → Tornanádaska (szünetel)
- Sajólénártfalva (Lenartovce) → Bánréve (csak teherforgalom)
- 164-es vonal: Sátorosbánya (Šiatorská Bukovinka) → Somoskőújfalu [ egyvágányú ] (csak teherforgalom)
- 161-es vonal: Kalonda → Ipolytarnóc [ egyvágányú ] (csak teherforgalom)
- 287L vonal: Nagykürtös (Veľký Krtíš) → Nógrádszakál [ egyvágányú ] (csak teherforgalom)
- 130-as vonal: Párkány (Štúrovo) → Szob [ kétvágányú, villamosított ] (csak távolsági személyforgalom és teherforgalom)
- 135-ös vonal: Révkomárom (Komarno) → Komárom [ egyvágányú, villamosított ] (csak teherforgalom)
- Oroszvár (Rusovce) → Rajka [ egyvágányú, villamosított ] (személy- és teherforgalom)